# Giuseppe Caso
 (août 2025).
Giuseppe Caso, né le 9 décembre 1998 à Torre Annunziata en Italie, est un footballeur italien, qui évolue au poste d'ailier gauche au Frosinone Calcio.

## Biographie

### Formation et débuts
Né à Torre Annunziata en Italie, Giuseppe Caso commence le football dans le club de Canaletto avant d'être repéré par l'ACF Fiorentina, qu'il rejoint en 2008.
Caso commence toutefois sa carrière à l'AC Cueno, en Serie C, où il est prêté le 19 août 2018, pour une saison.
Le 12 juillet 2019, Caso quitte définitivement l'ACF Fiorentina, sans y avoir joué le moindre match en équipe première, pour s'engager en faveur de la SS Arezzo, autre formation de Serie C.

### Genoa et Cosenza
Le 14 septembre 2020, Giuseppe Caso est recruté par le Genoa CFC. Il découvre avec ce club la Serie A, l'élite du football italien, jouant son premier match pour le Genoa dans cette compétition le 13 décembre 2020 contre la Juventus de Turin. Il entre en jeu à la place d'Ivan Radovanović lors de cette rencontre perdue par son équipe par trois buts à un.
Le 20 août 2021, Caso est prêté par le Genoa au Cosenza Calcio pour une saison. Avec cette équipe il participe pour la première fois à la Serie B, jouant son premier match pour Cosenza dans cette compétition le 22 août 2021, lors de la première journée de la saison 2021-2022, face à Ascoli Calcio. Il entre en jeu et son équipe s'incline par un but à zéro.

### Frosinone
Le 16 juillet 2022, Giuseppe Caso quitte définitivement le Genoa pour s'engager en faveur du Frosinone Calcio. Il signe un contrat courant jusqu'en juin 2025,.
Caso inscrit son premier but pour Frosinone le 21 août 2022, lors d'une rencontre de championnat contre le Brescia Calcio. Il est titularisé et participe à la victoire de son équipe par trois buts à zéro.